# Ángeles Gutiérrez Valdez
María de los Ángeles Gutiérrez Valdez (Hidalgo del Parral, Chihuahua, 8 de marzo de 1962) es una política mexicana, miembro del Partido Acción Nacional, fue diputada federal para el periodo desde 2018 hasta 2021.

## Datos biográficos
Ángeles Gutiérrez Valdez es maestra de preescolar egresada de la Escuela Normal Particular de Educadoras y posteriormente cursó la licenciatura en Educación por la Universidad Pedagógica Nacional. Se dedicó al ejercicio profesional de su carrera, siendo integrante del Sindicato Nacional de Trabajadores de la Educación.
Militante del PAN, fue integrante del comité municipal del partido en Hidalgo del Parral y del estatal de Chihuahua, el mismo partido la postuló candidata a Presidenta Municipal de Parral en las elecciones de 2013, no logrando el triunfo. Desde 1998 hasta 2001 fue secretaria del ayuntamiento de Parral y desde 2016 hasta 2018 jefa de servicios educativos en la región sur de Chihuahua.
En 2018 fue postulada y electa diputada federal por el Distrito 9 de Chihuahua, a la LXIV Legislatura que culminará en 2021. En la Cámara de Diputados fue secretaria de la comisión de Derechos de la Niñez y Adolescencia, e integrante de la comisión de Pueblos Indígenas y de la comisión de Salud.